# ويل وغريس
ويل وغريس (بالإنجليزية: Will & Grace)‏ مسلسل تلفزيوني أمريكي يعتمد على كوميديا الموقف عرض على هيئة الإذاعة الوطنية من 21 سبتمبر 1998 إلى 18 مايو 2006 حيث تم تصوير 8 أجزاء بواقع 187 حلقة .

## القصة
تدور أحداث المسلسل حول أربعة أصدقاء وهم ويل ترومان المحامي وهو مثلي، غريس أدلر مصممة الديكور، كارين ووكر تعمل لدى غريس أدلر وزوجة رجل أعمال غني، وجاك مكفارلاند المثلي أيضا والذي لا يستقر في عمل كثيرا .

## الشخصيات
| الممثل(ة)         | الشخصية         | عدد الحلقات |
| إريك مكورماك      | ويل ترومان      | 187         |
| ديبرا ميسينغ      | غريس أدلر       | 187         |
| ميغان مولالي      | كارين ووكر      | 187         |
| شين هاييز         | جاك مكفارلاند   | 187         |
| شيلي موريسون      | روزاريو سالازار | 68          |
| هاري كونيك الابن. | ليو ماركوس      | 24          |
| لي ألين بيكر      | إلين            | 19          |
| توم غالوب         | روب             | 16          |
| بوبي كانافالي     | فينس دأنجيلو    | 15          |
| تيم باغلي         | لاري            | 14          |
| ----------------- | --------------- | ----------- |

## جوائز المسلسل
| السنة | المهرجان                                            | الجائزة                                  | الحاصل عليها        |
| 1999  | مهرجان خيارات قراء مجلة الناس الأمريكية             | أفضل مسلسل تلفزيوني كوميدي جديد          | المسلسل             |
| 1999  | مهرجان غلاد للإعلام                                 | أفضل مسلسل تلفزيوني كوميدي               | المسلسل             |
| 2000  | مهرجان روز دور لايت                                 | ثالث أفضل مسلسل يعتمد على كوميديا الموقف | المسلسل             |
| 2000  | مهرجان غلاد للإعلام                                 | أفضل مسلسل تلفزيوني كوميدي               | المسلسل             |
| 2000  | مهرجان إيمي                                         | أفضل مسلسل كوميدي                        | المسلسل             |
| 2000  | مهرجان إيمي                                         | أفضل ممثل مساند في مسلسل كوميدي          | شين هاييز           |
| 2000  | مهرجان إيمي                                         | أفضل ممثلة مساندة في مسلسل كوميدي        | ميغان مولالي        |
| 2000  | مهرجان خيارات المراهقين                             | أفضل ممثل مساند                          | شين هاييز           |
| 2001  | مهرجان خيارات المراهقين                             | أفضل ممثل مساند                          | شين هاييز           |
| 2001  | مهرجان دليل التلفزيون                               | ممثلة السنة في مسلسل كوميدي              | ديبرا ميسينغ        |
| 2001  | مهرجان دليل التلفزيون                               | ممثل السنة في مسلسل كوميدي               | شين هاييز           |
| 2001  | مهرجان إيمي                                         | أفضل مصور لمسلسل من عدة كاميرات          | غليندا روفيلو       |
| 2001  | مهرجان إيمي                                         | أفضل ممثل رئيسي في مسلسل كوميدي          | إريك مكورماك        |
| 2001  | مهرجان نقابة المنتجين                               | أفضل منتج لمسلسل كوميدي                  | جيمس بوروز          |
| 2001  | مهرجان الكوميديا الأمريكي                           | أظرف ممثلة مساندة في مسلسل تلفزيوني      | ميغان مولالي        |
| 2001  | مهرجان الكوميديا الأمريكي                           | أظرف ممثل مساند في مسلسل تلفزيوني        | شين هاييز           |
| 2001  | مهرجان غلاد للإعلام                                 | أفضل مسلسل تلفزيوني كوميدي               | المسلسل             |
| 2001  | مهرجان نقابة الممثلين                               | أفضل مجموعة ممثلين في مسلسل كوميدي       | إريك مكورماك وآخرون |
| 2002  | مهرجان نقابة الممثلين                               | أفضل ممثلة في مسلسل كوميدي               | ميغان مولالي        |
| 2002  | مهرجان نقابة الممثلين                               | أفضل ممثل في مسلسل كوميدي                | شين هاييز           |
| 2002  | مهرجان نقابة فناني الماكياج ومصففي الشعر في هوليوود | أفضل مصفف شعر في مسلسل تلفزيوني          | تيم بورك            |
| 2002  | مهرجان غلاد للإعلام                                 | أفضل مسلسل كوميدي                        | المسلسل             |
| 2002  | مهرجان نقابة المصورين                               | أفضل مصور لمسلسل تلفزيوني من عدة كاميرات | غليندا روفيلو       |
| 2002  | مهرجان إيمي                                         | أفضل مصور لمسلسل من عدة كاميرات          | غليندا روفيلو       |
| 2002  | مهرجان ساتالايت                                     | أفضل ممثلة في مسلسل كوميدي أو موسيقي     | ديبرا ميسينغ        |
| 2003  | مهرجان ساتالايت                                     | أفضل ممثلة في مسلسل كوميدي أو موسيقي     | ديبرا ميسينغ        |
| 2003  | مهرجان غلاد للإعلام                                 | أفضل مسلسل كوميدي                        | المسلسل             |
| 2003  | مهرجان إيمي                                         | أفضل مصور لمسلسل من عدة كاميرات          | غليندا روفيلو       |
| 2003  | مهرجان إيمي                                         | أفضل ممثل ضيف شرف في مسلسل كوميدي        | جين وايلدر          |
| 2003  | مهرجان إيمي                                         | أفضل ممثلة رئيسية في مسلسل كوميدي        | ديبرا ميسينغ        |
| 2003  | مهرجان نقابة الممثلين                               | أفضل ممثلة في مسلسل كوميدي               | ميغان مولالي        |
| 2003  | مهرجان نقابة الممثلين                               | أفضل ممثل في مسلسل كوميدي                | شين هاييز           |
| 2004  | مهرجان خيارات المراهقين                             | أفضل ممثل مساند                          | شين هاييز           |
| 2004  | مهرجان نقابة الممثلين                               | أفضل ممثلة في مسلسل كوميدي               | ميغان مولالي        |
| 2004  | مهرجان المؤلفين السينمائيين الأمريكيين              | أفضل مؤلف لمسلسل تلفزيوني من نصف ساعة    | بيتر تشاكوس         |
| 2005  | مهرجان خيارات قراء مجلة الناس الأمريكية             | أفضل مسلسل تلفزيوني كوميدي               | المسلسل             |
| 2005  | مهرجان غلاد للإعلام                                 | أفضل مسلسل كوميدي                        | المسلسل             |
| 2005  | مهرجان نقابة المصورين                               | أفضل مصور لمسلسل تلفزيوني من عدة كاميرات | غليندا روفيلو       |
| 2005  | مهرجان إيمي                                         | أفضل ممثل ضيف شرف في مسلسل كوميدي        | بوبي كانافالي       |
| 2006  | مهرجان إيمي                                         | أفضل ممثل ضيف شرف في مسلسل كوميدي        | ليسلي جوردان        |
| 2006  | مهرجان إيمي                                         | أفضل ممثلة مساندة في مسلسل كوميدي        | ميغان مولالي        |
| 2006  | مهرجان غلاد للإعلام                                 | أفضل مسلسل كوميدي                        | المسلسل             |
| 2006  | مهرجان نقابة الممثلين                               | أفضل ممثل في مسلسل كوميدي                | شين هاييز           |
| ----- | --------------------------------------------------- | ---------------------------------------- | ------------------- |

## روابط خارجية
- ويل وغريس على موقع IMDb (الإنجليزية)
- ويل وغريس على موقع ميتاكريتيك (الإنجليزية)
- ويل وغريس على موقع الموسوعة البريطانية (الإنجليزية)
- ويل وغريس على موقع روتن توميتوز (الإنجليزية)
- ويل وغريس على موقع ميوزك برينز (الإنجليزية)
- ويل وغريس على موقع كينوبويسك (الروسية)
- ويل وغريس على موقع ألو سيني (الفرنسية)
- ويل وغريس على موقع قاعدة بيانات الفيلم (الإنجليزية)
- ويل وغريس على موقع قاعدة بيانات الفيلم (الإنجليزية)